# Amaral Ferrador
Amaral Ferrador é um município brasileiro do estado do Rio Grande do Sul.

## Geografia
Localiza-se a uma latitude 30º52'42" sul e a uma longitude 52º15'27" oeste, estando a uma altitude de 140 metros. Possui uma área de 506,46 km² e sua população em 2022 era de 5 310 habitantes.
É um município que conta com as águas do rio Camaquã e do arroio Ladrão, onde localiza-se o Balneário do Salso, bastante procurado no verão. Outros atrativos do município são a Praia da Beija, Praia Grande e a Praia da Armada, no rio Camaquã, bem como o Rodeio Estadual.

## Economia
As principais atividades econômicas do município são o comércio, as lavouras de fumo, milho e feijão e a criação de bovinos de corte, ovinos e suínos.

## História
Amaral Ferrador surgiu de uma sesmaria que fora requerida por Manuel Bueno de Vargas e sua esposa, Desidéria Maria Prates Lima, que procediam de Itu, Estado de São Paulo. A sesmaria dos Vargas começava na barra do Arroio dos Ladrões, seguindo o Rio Camaquã acima até a barra do Arroio dos Vargas.
Seus primeiros povoadores vieram do Estado de São Paulo. As principais famílias que lá se instalaram foram Vargas, Silva, Lima, Pereira e Leites. Ambas famílias nobres e tradicionais Paulistas. Vieram com intuito de administrar terras herdadas e constituir um novo município. Amaral Ferrador surgiu na história juntamente com Encruzilhada do Sul, mas só aparece nos registros em 1816 quando da criação da paróquia São José do Patrocínio.
Antes de se chamar Amaral Ferrador, o município teve vários nomes como Capela de São José do Camaquã, Freguesia de São José do Patrocínio e Vila de São José do Patrocínio. O nome atual da cidade é em homenagem ao General José Amaral Ferrador.